# Ombrée d'Anjou
Ombrée d'Anjou é uma comuna francesa na região administrativa da Pays de la Loire, no departamento de Maine-et-Loire. Estende-se por uma área de 202,16 km². Em 2010 a comuna tinha 9 213 habitantes (densidade: 45,6 hab./km²).
A municipalidade foi estabelecida em 15 de dezembro de 2016 e consiste na fusão das antigas comunas de La Chapelle-Hullin, Chazé-Henry, Combrée, Grugé-l'Hôpital, Noëllet, Pouancé, La Prévière, Saint-Michel-et-Chanveaux, Le Tremblay e Vergonnes.